# Злокукяни (община Карпош)
Вижте пояснителната страница за други значения на Злокукяни.
Злокукяни (на македонска литературна норма: Злокуќани) е село в Северна Македония, Община Карпош, граничещо и фактически сляло се със столицата Скопие.

## География
Разположено е на север от река Вардар срещу квартал Карпош. На север от Злокукяни в подножието на Зайчев рид са развалините на античния град Скупи.

## Население
Според преброяването от 2002 година Злокукяни има 1635 жители.
| Националност     | Всичко |
| северномакедонци | 913    |
| албанци          | 46     |
| турци            | 28     |
| роми             | 534    |
| власи            | 0      |
| сърби            | 31     |
| бошняци          | 9      |
| други            | 74     |

## История
В края на XIX век Злокукяни е българско село в Скопска каза на Османската империя. Според данните в „Македония. Етнография и статистика“ от Васил Кънчов към 1900 година в Злокукяни живеят 100 българи християни. Според патриаршеския митрополит Фирмилиан в 1902 година в Злокучани има 15 сръбски патриаршистки къщи.
След Междусъюзническата война в 1913 година селото попада в Сърбия.
На етническата си карта от 1927 година Леонард Шулце Йена показва Злокучане (Zlokučane) като село с неясен етнически състав.
На етническата си карта на Северозападна Македония в 1929 година Афанасий Селишчев отбелязва Злокукяне като българско село.